# Ernest Chevalier
Ernest Armand Chevalier, né le 14 août 1820 à Villers-en-Vexin et mort le 5 décembre 1887 à Chalonnes-sur-Loire, est un magistrat et homme politique français.

## Biographie
Docteur en droit, Ernest Chevalier fait carrière dans la magistrature, qu'il débute à Calvi et termine à Angers comme procureur général de la cour d'appel. Révoqué le 6 septembre 1870, il commence une carrière politique, est élu conseiller général et maire de Chalonnes-sur-Loire puis, en 1886, député conservateur de Maine-et-Loire. Il meurt en cours de mandat.

C’est l'amitié passionnée de Gustave Flaubert qui le fait passer à la postérité. Ils se lient très jeunes au collège de Rouen. Cette amitié d'enfance extrêmement forte ne se dissout qu'à partir du mariage d'Ernest Chevalier en 1850. Dans une correspondance considérable, entamée en 1830, Flaubert exalte leurs idées, leurs projets, leur imagination ainsi que son attachement. Après 1850, il exprime son dépit à l'égard de son ami, sans toutefois rompre totalement avec lui :
« Ce brave Ernest ! Le voilà donc marié, établi et toujours magistrat par-dessus le marché ! Quelle balle de bourgeois et de monsieur ! Comme il va bien plus que jamais défendre l’ordre, la famille et la propriété ! Il a du reste suivi la marche normale.
Lui aussi, il a été artiste, il portait un couteau-poignard et rêvait des plans de drames. Puis ç’a été un étudiant folâtre du quartier latin ; il appelait « sa maîtresse » une grisette du lieu que je scandalisais par mes discours, quand j’allais le voir dans son fétide ménage. Il pinçait le cancan à la Chaumière et buvait des bischops de vin blanc à l’estaminet Voltaire. Puis il a été reçu docteur. Là, le comique du sérieux a commencé, pour faire suite au sérieux du comique qui avait précédé. Il est devenu grave, s’est caché pour faire de minces fredaines, s’est acheté définitivement une montre et a renoncé à l’imagination (textuel) ; comme la séparation a dû être pénible ! C’est atroce quand j’y pense ! Maintenant je suis sûr qu’il tonne là-bas contre les doctrines socialistes. Il parle de l’édifice, de la base, du timon, de l’hydre.
Magistrat, il est réactionnaire ; marié, il sera cocu ; et passant ainsi sa vie entre sa femelle, ses enfants et les turpitudes de son métier, voilà le gaillard qui aura accompli en lui toutes les conditions de l’humanité. Ouf ! parlons d’autre chose. »

## Pour approfondir